# Echinocactus
Echinocactus sp. és un gènere de plantes comprès dins la subtribu de les Echinocactines, les quals pertanyen a la tribu de les cèries, família de les cactàcies.
En general, són plantes de tija globular o de signe cilíndric, normalment solitàries. Sempre amb costelles pronunciades que es formen en madurar, per la fusió dels tubercles, els quals es mantenen separats durant la fase juvenil. Poden arribar a tenir mides considerables i en els exemplars vells poden formar-se articles laterals, sobretot després d'alguna lesió de la tija principal. Les flors, petites i poc vistoses, sempre solitàries, neixen de les noves arèoles a l'àpex de la tija o en el seu centre. Els fruits són carnosos, de vegades comestibles, i gairebé sempre dehiscents.

## Taxonomia
- Echinocactus horizonthalonius
- Echinocactus grusonii
- Echinocactus platyacanthus
- Echinocactus polycephalus
- Echinocactus texensis